# Irmaksırtı, Çarşamba
Irmaksırtı là một xã thuộc huyện Çarşamba, tỉnh Samsun, Thổ Nhĩ Kỳ. Dân số thời điểm năm 2010 là 926 người.